# Agathodes monstralis
Agathodes monstralis là một loài bướm đêm trong họ Crambidae.